# Port de Shanghai
Pour les articles homonymes, voir Shanghai (homonymie).
Le port de Shanghai (上海港) est à la fois un port en eau profonde — par l'intermédiaire du port de Yangshan — et un port maritime. Il se situe à proximité immédiate dans la baie de Hangzhou entre la mer de Chine orientale et les cours d'eau Yangzi Jiang, Huangpu et Qiantang
Il est entre 2005 et 2015 le plus grand port du monde en tonnage (2e en 2021), mais reste le plus grand port à conteneurs au monde. En 2010, le trafic de conteneurs y a atteint 29,05 millions d'EVP (équivalent vingt pieds), Shanghai a ainsi dépassé Singapour de 500 000 EVP. En 2023, le trafic de conteneurs y a atteint 49,158 millions d'EVP (équivalent vingt pieds). soit 10 millions EVP de plus que Singapour.

## Histoire
Durant la dynastie Ming, ce qui est aujourd'hui la ville de Shanghai faisait partie de la province Jiangsu (avec une petite partie dans la province Zhejiang). Même si Shanghai est devenu un centre administratif durant la dynastie Yuan, elle est restée une ville relativement petite.

Sa location à l'embouchure de la rivière Yangtze a mené au développement d'un commerce côtier durant le règne de l'empereur Qianlong de la dynastie Qing. Petit à petit, le port de Shanghai a surpassé le port de Ningbo et de Hangzhou pour devenir le troisième port de chine de l'époque.

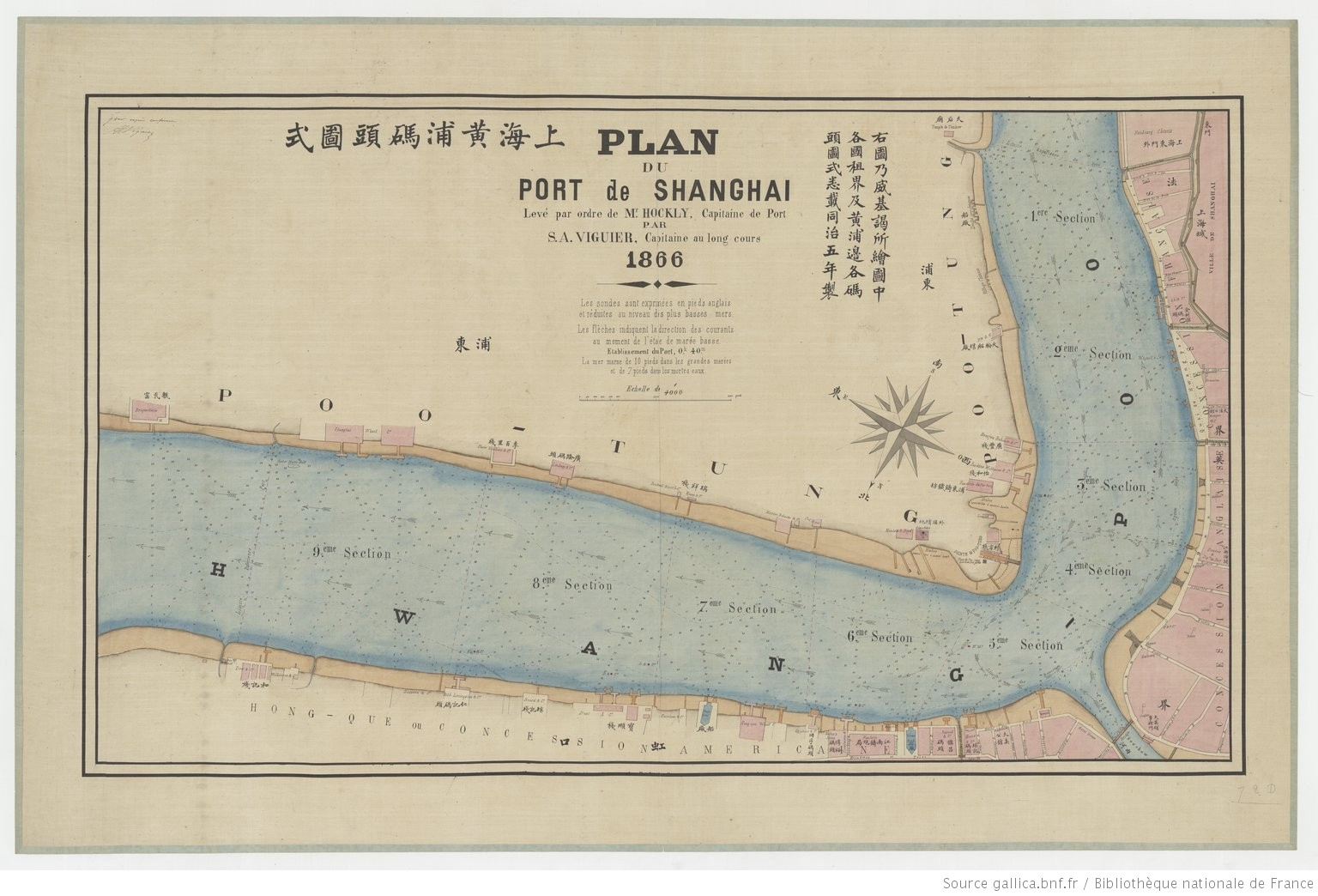
Plan du port de Shanghai en 1866 (source: Gallica, BnF)

En 1842, Shanghai est devenu un port ouvert, la transformant en une ville commerciale internationale. Au début du XXe siècle, Shanghai est la plus grande ville et le plus grand port de tout l'Asie de l'Est.

En 1949, avec la prise de Shanghai par le gouvernement communiste, les échanges internationaux se réduisent drastiquement. La politique économique de la république populaire de Chine a un effet dévastateur sur les infrastructures et leur développement.

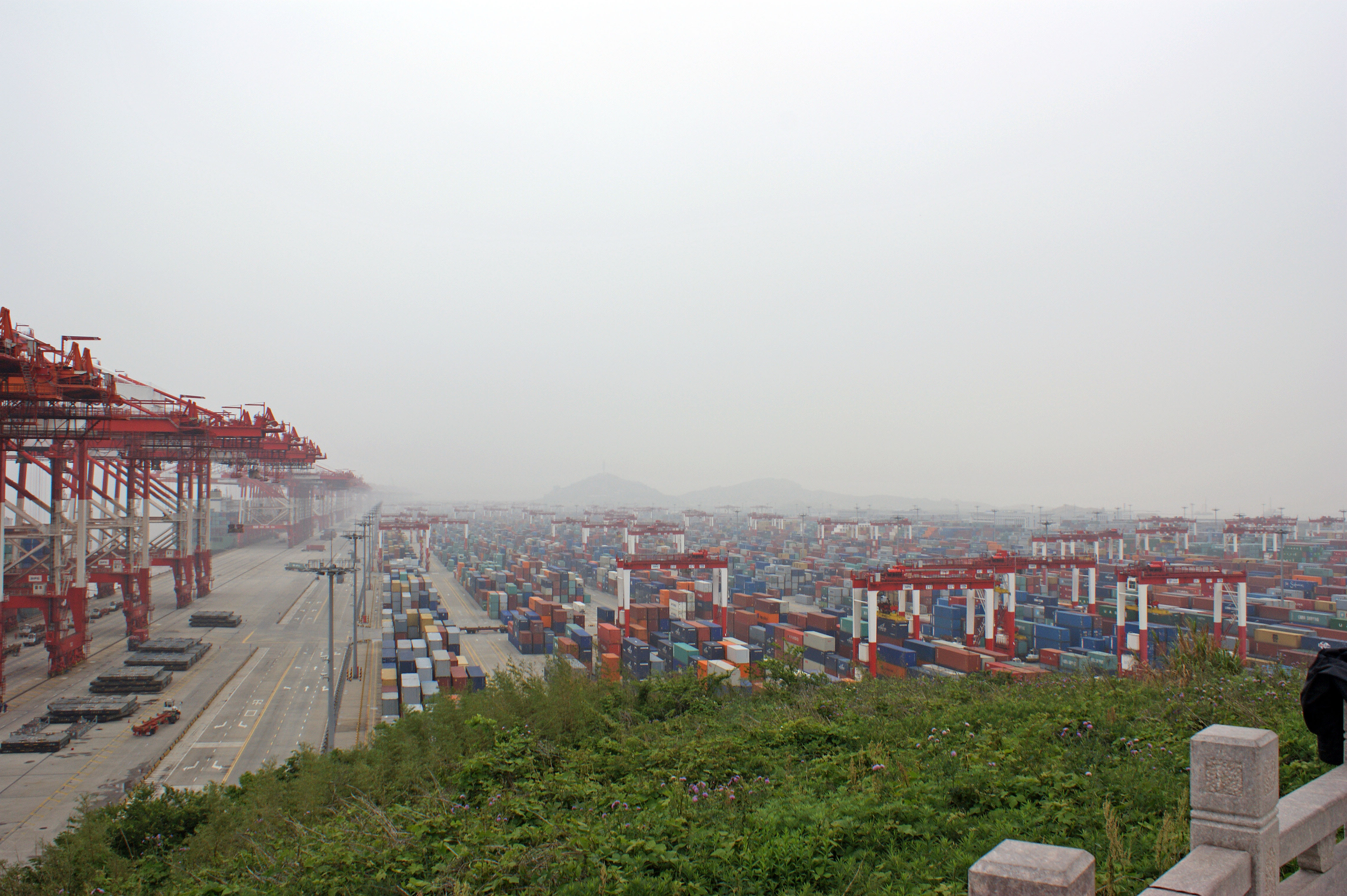
Port de Yangshan en février 2013

En 1991, le gouvernement central autorise Shanghai à initier une réforme économique. Depuis, le port de Shanghai s'est développé à grande vitesse. En 2005, pour près de 5 milliards d'euros, le port de Yangshan en eaux profondes est construit sur les îles Yangshan, un groupe d'îles dans la baie de Hangzhou, reliées au continent par le pont Donghai. Ce développement a permis de passer outre aux difficultés liées à la faible profondeur des eaux du port de Shanghai. Cela a également permis de concurrencer un autre port en eaux profondes : le port de Nongbo-Zhoushan tout proche.

## Géographie

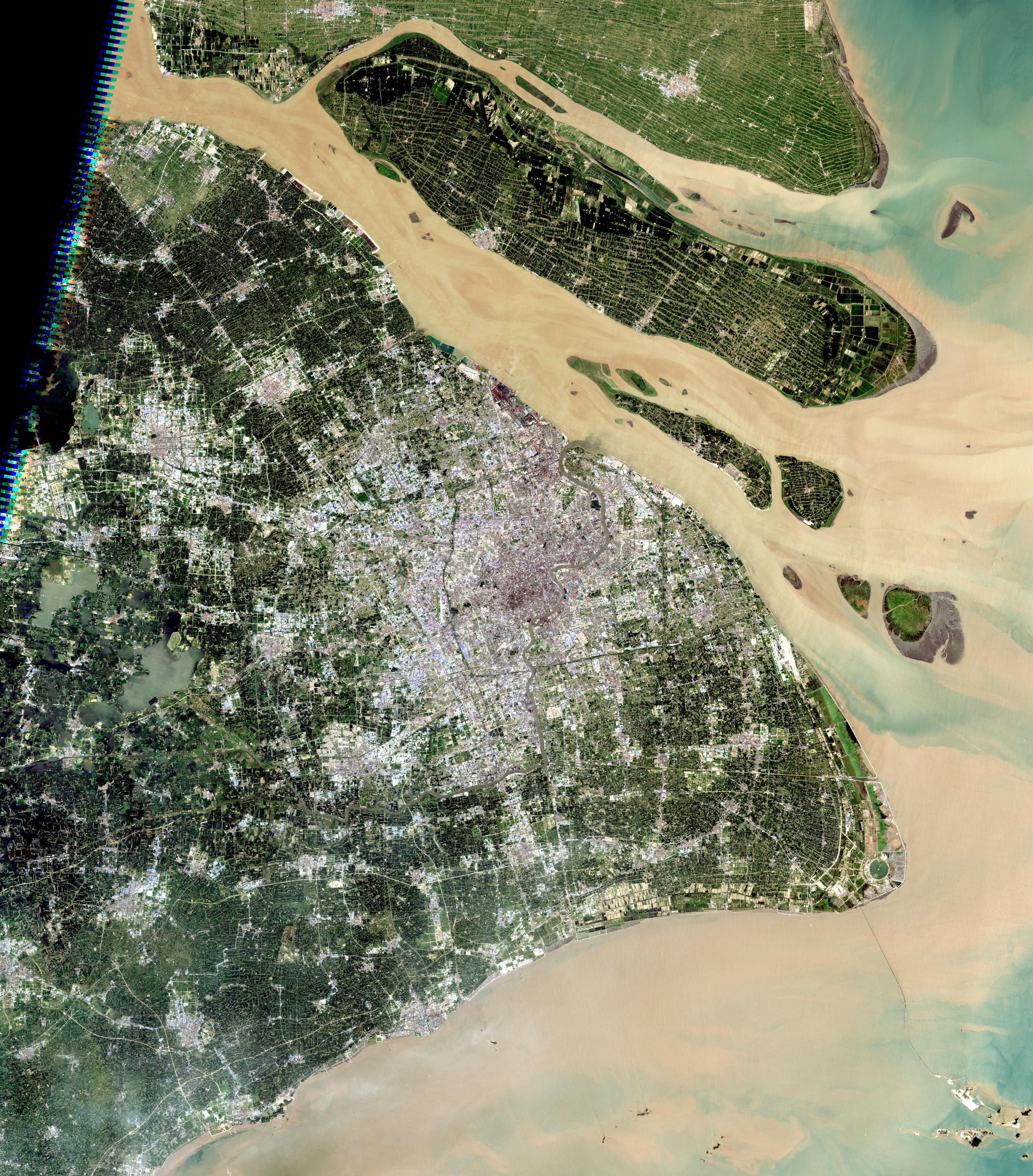
Photo satellite avec le Huangpu et Shanghai en 2005 au sud du Yangzi Jiang.

Le port de Shanghai est situé au milieu de la côte chinoise longue de 18 000 km, à l'embouchure du Yangzi Jiang. C'est le point de rencontre entre l'axe nord-sud côtier et l'axe est-ouest du fleuve. C'est ce qui fait de ce port la première porte du commerce extérieur de Chine.
Au sud du port se situe la baie de Hangzhou, grande baie de la mer de Chine orientale et dans laquelle se jette le Qiantang. Cette baie est un accès direct vers la ville de Hangzhou, métropole de 9,5 millions d'habitants.
Le port de Shanghai est doté d'un vaste accès à des transports multimodaux. En plus d'un accès à l'arrière-pays par le fleuve Yangtse, un réseau autoroutier permet d'accéder à toutes les régions du pays.
Depuis 2008, le pont de la baie de Hangzhou permet de réduire la distance entre Ningbo et Shanghai de près de 120 km, permettant un accès simplifié à la rive sud de la baie et à ses industries mais également à la ville de Ningbo et son port, 4e plus grand port au monde et 3e port chinois.

## Économie
Le port de Shanghai est d'un hub de transport d'une importance critique pour la région du fleuve Yangtze et la plus grande porte d'entrée de marchandise sur le territoire chinois.
Le delta du Yangtse abrite un nombre important des plus grandes villes de Chine. Les provinces de Anhui, Jiangsu, Zhejiang et Henan sont des aires densément peuplées avec une agriculture forte et un tissu industriel développé, essentiel à la croissance du port de Shanghai.

## Administration
Le port de Shanghai est géré par le groupe portuaire Shanghai International qui a remplacé en 2003 l'autorité portuaire de Shanghai. Le groupe est un groupe public, contrôlé par le gouvernement municipal de Shanghai avec 44,4 % des actions.

## Zone du port
Les infrastructures portuaires de Shanghai sont réparties en trois zones :
- port en eaux profondes de Yangshan ;
- dans la ville, sur la rivière Huangpu ;
- à l'embouchure du fleuve Yangtze[11].

## Statistiques
Liste,, :
| 5.61 |

| 18.08 |

| 28.01 |

| 25.00 |

| 29.07 |

| 31.74 |

| 32.53 |

| 33.62 |

| 35.29 |

| 36.54 |

| 37.13 |

| 40.23 |

| 42.01 |

| Millions d'EVP transportés par an |

| Millions d'EVP transportés par an |

Pour aller plus loin et mettre ces données en perspectives avec les autres ports mondiaux, voir la liste des plus grands ports à conteneurs.